# Internetdammsugare
Internetdammsugare är ett intelligent IT-system med mål att kartlägga, sammanställa och utvärdera beteende och information (så kallade profiler) om ett stort antal individer från en mängd internetkällor (till exempel Webbsidor, Communities). Forskning finansieras bland annat av USA:s inrikessäkerhetsdepartement och National Security Agency (NSA), och bedrivs inom bland annat Disruptive Technology Office(en) (före detta Advanced Research Development Activity (ARDA)). 
Ett antal fungerande system finns redan tillgängliga på marknaden. Skatteverket överväger att använda en dammsugare för att hitta personer som bedriver yrkesmässig handel på byt och sälj-platser på Internet (till exempel Blocket).